# 罗恩·德拉尼
罗恩·德拉尼（英語：Ron Delany，1935年3月6日—），爱尔兰男子田径运动员。他曾代表爱尔兰参加1956年和1960年夏季奥林匹克运动会田径比赛，其中1956年奥运会获得一枚金牌。